# Meganoticias
Meganoticias es el noticiero principal del canal de televisión chileno Mega, desde su creación el 23 de octubre de 1990, hasta el 25 de agosto de 2013, cuándo fue renombrado como Ahora noticias. Sin embargo, el 22 de julio de 2019 vuelve a su nombre original. A su vez, pertenece a la Alianza Informativa Latinoamericana y que se mantiene hasta el 13 de marzo de 2023.

## Historia
El 23 de octubre de 1990, a las 13:45, se inició la transmisión de Meganoticias, con la conducción de la periodista Susana Horno. Este programa noticioso, fue el encargado de inaugurar las transmisiones del entonces naciente canal Mega, y el primer noticiero de una cadena privada en Chile.[cita requerida]
A partir del 31 de marzo de 2008 se inicia una renovación del noticiero, esto provoca el ingreso de Bernardo de la Maza al noticiero, además incluye una renovación en los contenidos del noticiero y de sus gráficas para poder ser una alternativa a los noticieros de la competencia como 24 horas, Chilevisión noticias y Teletrece.
A partir del 9 de marzo de 2009 nuevamente se cambian las gráficas, pero manteniendo su logotipo y música característica. Es en octubre de ese año cuando la edición central del noticiero pasa a incluir al final del noticiero, unos reportajes denominados como Reportajes al cierre, los cuales compiten con Reporteros, de Teletrece; Crónicas, de 24 horas, y Reportajes a fondo de Chilevisión noticias, los cuales se iniciaron y hacen alargar el noticiero hasta las 22:20.
A partir del 7 de octubre de 2010 nuevamente se cambian las gráficas de Meganoticias, hasta el 22 de mayo de 2012.
Desde el 22 de mayo de 2012 nuevamente se cambian las gráficas de Meganoticias hasta el 25 de agosto de 2013.
Tras ver que los cambios no daban buenos resultado y conjuntamente a la llegada de Jorge Cabezas a la dirección de prensa de Mega, renombrando a los informativos bajo la marca Ahora noticias. La reformulación tiene como objetivo anunciar oportunamente los hechos ocurridos y que la audiencia se sienta informada en todo momento. El nuevo formato busca también lograr una mayor interacción entre los conductores y la audiencia, especialmente en las redes sociales. En conjunto con lo anterior, el nuevo formato se verá reflejado en los nuevos rostros informativos con el ingreso de la periodista Soledad Onetto para conducir la edición central, y de José Luis Repenning y Catalina Edwards para dirigir los espacios diurnos.
El 23 de agosto de 2018 se anuncia cambios en la prensa del canal de televisión que pondrían fin a Ahora noticias. Dichos cambios se efectuaron el 8 de julio de 2019 con el regreso de la marca Meganoticias, lanzada inicialmente para sus plataformas digitales. Ese mismo día comenzaron a emitirse en Facebook Live, Instagram TV y YouTube las ediciones digitales Meganoticias Trending y Meganoticias Hora Cero. El 21 de julio, Meganoticias lanzó su renovado sitio web y, finalmente, el 22 de julio debutó el noticiario en televisión.
Actualmente las ediciones Prime, Actualiza, Conecta, Alerta y Amanece se emiten en simultáneo con Mega Plus.
Se confirmó el estreno de Meganoticias a Tiempo en la radio FM Tiempo, que se estrenó el 1 de marzo de 2021 a las 7:00 bajo la conducción de la periodista Natasha Kennard, estas ediciones de Meganoticias a Tiempo se emiten de lunes a viernes. Además existe un bloque informativo llamado Meganoticias en FM Tiempo que es una actualización de noticias que se emite cada 1 hora. Se emite lunes a viernes de 7:00 a 9:00 como Meganoticias a Tiempo AM y de 9:00 a 12:00 con Priscilla Vargas y José Luis Repenning como Meganoticias a Tiempo.

## Presentadores
- Meganoticias Amanece

Presentadores: Gonzalo Ramírez Troncoso y Natasha Kennard Conran
Reemplazos: Daniel Silva, Sabrina Kennard Conran, Gustavo Huerta
- Meganoticias Alerta

Presentadores: Rodrigo Sepúlveda Lara
Reemplazos: Daniel Silva, José Antonio Neme, Karim Butte
Fin de Semana: Paloma Avila
- Meganoticias Prime

Presentadores: Juan Manuel Astorga  (lunes a viernes)
 Karim Butte, Gustavo Huerta , Daniel Silva, Maribel Retamal Aedo (sábados y feriados, domingos y/o vísperas de inicio de semana )

- Meganoticias Hora Cero

Presentador: Carlos Jara Lehue
- Meganoticias Siempre Juntos

Presentador: Luis Ugalde (sábados y domingos)

#### Comentaristas
- Deportes
  - Rodrigo Sepúlveda
  - Fabián Morales
  - Diego Sánchez
  - Gustavo Huerta

- Internacional
  - Marianne Schmidt
  - Florencia Vial
  - Pablo Cuéllar
  - Paloma Avila

- El Tiempo
  - Jaime Leyton Aguirre
  - Alejandro Sepúlveda Jara
  - Macarena del Real Solar
  - Laura Batista Faz

- Planeta Futuro (Ciencia)
  - Daniel Silva

- Con peras y manzanas (Economía)
  - Roberto Saa Sepúlveda

- Panorama y espectáculo
  - María Inés Sáez

- Periodistas en terreno
  - Daniela Valdés
  - Julio Ahumada
  - Danilo Villegas
  - Darynka Marcic Marsh
  - Leonardo Acuña (Corresponsal en Valparaíso)
  - Rodrigo Ugarte
  - Maribel Retamal (Desde el Palacio de la Moneda)
  - Sylvia Cordova
  - Rodrigo Sánchez
  - Camila Espinoza
  - Javiera Ponce
  - Javiera Stuardo
  - Javiera Lagos
  - Sabrina Kennard
  - Mauricio Hidalgo (Corresponsal en el Bio Bio)
  - Ignacio Beltrán (Corresponsal en la Araucanía)

- Entrevista
  - Juan Manuel Astorga

### Históricos segunda etapa

#### Meganoticias Amanece
| Periodo                                    | Presentadores    |
| ------------------------------------------ | ---------------- |
| 22 de julio de 2019-1 de marzo de 2022     | Priscilla Vargas |
| 2 de marzo de 2022-29 de diciembre de 2022 | Simón Oliveros   |

#### Meganoticias Conecta
| Periodo                                          | Presentadores       |
| ------------------------------------------------ | ------------------- |
| 22 de julio de 2019-01 de marzo de 2022          | Priscilla Vargas    |
| 2 de marzo de 2020-31 de agosto de 2022          | José Luis Reppening |
| 11 de octubre de 2022-presente (lunes a viernes) | Natasha Kennard     |
| 11 de octubre de 2022-presente (lunes a viernes) | Gonzalo Ramírez     |

#### Meganoticias Actualiza
| Periodo                                                    | Presentadores       |
| ---------------------------------------------------------- | ------------------- |
| 22 de julio de 2019-31 de agosto de 2022 (lunes a viernes) | José Luis Reppening |
| 2 de marzo de 2020-presente (lunes a viernes)              | Andrea Aristegui    |
| 11 de octubre de 2022-presente (lunes a viernes)           | Gonzalo Ramírez     |

#### Meganoticias Trending
| Periodo                                       | Presentadores  |
| --------------------------------------------- | -------------- |
| 8 de julio de 2019-presente (lunes a viernes) | Soledad Onetto |

#### Meganoticias Prime
| Periodo                                       | Presentadores       |
| --------------------------------------------- | ------------------- |
| 22 de julio de 2019-2024 (lunes a viernes)    | Soledad Onetto      |
| 2 de marzo de 2020-presente (lunes a viernes) | Juan Manuel Astorga |

#### Meganoticias Hora Cero
| Periodo                                       | Presentadores                   |
| --------------------------------------------- | ------------------------------- |
| 9 de julio de 2019-presente (lunes a viernes) | Natasha Kennard Ana María Silva |

#### Meganoticias Alerta
(1 de abril de 2020-presente)
Edición especial de Meganoticias que se emite con motivo de la pandemia de coronavirus 2020, con el objetivo de entregar una mirada más amplia en la cobertura de esta crisis sanitaria. Emisión de lunes a viernes de 8:30 a 13:00 por las pantallas de Mega Plus, sábado y domingo de 8:30 a 13:00 por las pantallas de Mega. 
Los conductores:
- Soledad Agüero
- José Luis Reppening
- Claudia Paz Salas
- Priscilla Vargas
- Marianne Schmidt
- Rodrigo Sepúlveda
- Maribel Retamal
- Daniel Silva

### Históricos primera etapa

#### Meganoticias Matinal
(4 de junio de 2002-23 de agosto de 2013)
| Período                                                               | Presentadores       |
| --------------------------------------------------------------------- | ------------------- |
| 4 de junio-julio de 2002 (edición diaria)                             | Maritxu Sangroniz   |
| junio de 2002-mayo de 2006 (edición diaria)                           | Mauricio Israel     |
| junio de 2006-diciembre de 2010 (edición diaria)                      | José Luis Repenning |
| 2 de enero-31 de diciembre de 2007 (edición diaria)                   | Andrea Molina       |
| Verano de 2008, diciembre de 2010-septiembre de 2011 (edición diaria) | Priscilla Vargas    |
| 3 de marzo de 2008-noviembre de 2010 (edición diaria)                 | Catalina Edwards    |
| 3 de octubre de 2011-24 de agosto de 2013 (edición diaria)            | Macarena Puigrredón |
| 23 de mayo de 2012-24 de agosto de 2013 (edición diaria)              | Francisco Eguiluz   |

#### Meganoticias Tarde
| Período | Presentadores           |
| --- | ----------------------- |
| 23 de octubre de 1990-agosto 1991 (edición diaria) 17 de marzo de 1992-3 de septiembre de 1996 (edición diaria) | Susana Horno            |
| 6 de septiembre de 1996-26 de febrero de 1999 (edición diaria)                                                  | Mauricio Hofmann        |
| Febrero-marzo de 1998 (edición diaria)                                                                          | Pilar Rodríguez Birrell |
| 1 de marzo de 1999-31 de enero de 2007 (edición diaria)                                                         | Eduardo Palacios Urzúa  |
| Febrero-marzo de 2001 (edición diaria)                                                                          | Cecil Chellew Bulnes    |
| marzo de 2007-diciembre de 2010 (edición diaria)                                                                | Catalina Edwards        |
| Septiembre de 2009-julio de 2011 (edición de fin de semana)                                                     | Rayén Araya             |
| Septiembre de 2011-24 de agosto de 2013 (edición diaria)                                                        | Maritxu Sangroniz       |
| 2011-2013 (edición de fin de semana)                                                                            | Francisco Eguiluz       |
| 2010-2013 (edición de fin de semana)                                                                            | Priscilla Vargas        |
| 2011-2013 (edición de fin de semana)                                                                            | Carolina Gallardo       |
| 2012-2013 (edición de fin de semana)                                                                            | Gonzalo Jiménez Rojas   |
| 2012-2013 (edición de fin de semana)                                                                            | Carolina Vera Ramos     |
| 2012-2013 (edición de fin de semana)                                                                            | Juan Miranda            |

#### Meganoticias (Edición Central)
| Período | Presentadores               |
| --- | --------------------------- |
| 23 de octubre de 1990-enero 1991 (edición diaria) | Joaquín Villarino Goldsmith |
| 23 de octubre de 1990-septiembre 1991 (edición diaria) | Gloria Stanley Carbone      |
| 27 de octubre de 1990-enero 1993 (edición de fin de semana) 8 de marzo de 1993-7 de julio de 2000 (edición diaria)                                                                                          | Sergio Campos               |
| 1990-1991 (edición de fin de semana) | Carmen Jaureguiberry        |
| Abril de 1991-13 de marzo de 1992 Febrero de 1993-1995 (edición diaria) Septiembre de 1998-febrero de 1999 (edición de fin de semana)                                                                       | Mauricio Hofmann            |
| 16 de marzo de 1992-marzo de 1994 (edición diaria) | César Antonio Santis        |
| marzo de 1992-enero de 1994 (edición de fin de semana) | Carolina Jiménez Mery       |
| Mayo de 1994-enero de 2012 (edición de fin de semana) | Eduardo Palacios Urzúa      |
| 27 de octubre de 1990-marzo de 1992 (edición de fin de semana) 10 de septiembre de 1996-7 de julio de 2000 (edición diaria)                                                                                 | Susana Horno                |
| Febrero-marzo de 1998 (edición diaria) | Pilar Rodríguez Birrell     |
| 10 de julio de 2000-agosto de 2004 6 de marzo-31 de agosto de 2006 y marzo de 2007-octubre de 2010 (edición diaria) junio de 1998-junio de 2000 y octubre de 2011-agosto de 2013 (edición de fin de semana) | Maritxu Sangroniz           |
| 10 de julio de 2000-6 de junio de 2003 (edición diaria y de fin de semana) | Juan Manuel Astorga         |
| Agosto de 2003-enero de 2004 Marzo de 2005-enero de 2006 (edición diaria) | María Elena Dressel         |
| 4 de septiembre de 2006-enero de 2007 29 de agosto de 2011-23 de agosto de 2013 (edición diaria) | Catalina Edwards            |
| 4 de septiembre de 2006-28 de marzo de 2008 (edición diaria) 29 de agosto de 2011-23 de agosto de 2013 (edición diaria)                                                                                     | José Luis Repenning         |
| 31 de marzo de 2008-26 de agosto de 2011 (edición diaria) | Bernardo de la Maza         |
| 2008-2009 (edición de fin de semana) | María José Gatti Silva      |
| 2011-2013 (edición de fin de semana) | Macarena Puigrredón         |

### Meganoticias Edición Nocturna (1990-1992)/Hora Cero (1992-2000)/00:00 Horas (2000-2012)
(23 de octubre de 1990-13 de abril de 2012)
| Período | Presentadores         |
| --- | --------------------- |
| 23 de octubre de 1990-marzo de 1991 (edición diaria)                                                                                        | Sergio Campos         |
| febrero de 1991 (reemplazos) | Mauricio Hofmann      |
| marzo de 1991-enero de 1994 (edición diaria)                                                                                                | Carolina Jiménez Mery |
| febrero de 1992 (reemplazos) | Susana Horno          |
| Enero de 1994 (reemplazos) | Arturo Castillo       |
| 31 de enero de 1994-enero de 1999 (edición diaria) junio-agosto de 2001 (edición diaria) marzo de 2007-13 de abril de 2012 (edición diaria) | Eduardo Palacios      |
| Enero de 1998-7 de julio de 2000 (edición diaria)                                                                                           | Maritxu Sangroniz     |
| 10 de julio de 2000-28 de junio de 2001 (edición diaria)                                                                                    | Cecil Chellew         |
| Agosto de 2001-enero de 2007 (edición diaria)                                                                                               | Claudia Sáez          |
| 2007 y 2009 (reemplazos) | Rodrigo Ugarte        |

## Alianza de canales
Meganoticias cuenta con varios canales del continente americano, Europa y Asia que se colaboran entre sí, compartiendo información, recursos humanos y técnicos. Y está compuesta por los siguientes canales de televisión:
| País                 | Canales                    |
| -------------------- | -------------------------- |
| Argentina            | Todo Noticias              |
| Aruba                | Telearuba                  |
| Bolivia              | Unitel                     |
| Brasil               | Bandeirantes y BandNews TV |
| China                | CGTN Español               |
| Colombia             | Caracol Televisión         |
| Costa Rica           | Teletica                   |
| Curazao              | TeleCuraçao                |
| Ecuador              | Ecuavisa                   |
| El Salvador          | Canal 6                    |
| España               | Televisión Canaria         |
| Estados Unidos       | Voz de América             |
| Guatemala            | TV Azteca Guate            |
| Honduras             | Canal 11                   |
| Israel               | Canal 12                   |
| México               | TV Azteca y ADN 40         |
| Nicaragua            | Canal 10                   |
| Panamá               | TVN                        |
| Paraguay             | Telefuturo                 |
| Perú                 | Latina Televisión          |
| Puerto Rico          | WAPA-TV                    |
| República Dominicana | Noticias SIN               |
| Rumania              | Pro TV                     |
| Turquía              | Agencia Anadolu            |
| Ucrania              | 1+1                        |
| Uruguay              | Canal 4                    |